# Brendan Bracken
Pour les articles homonymes, voir Bracken.
Brendan Bracken (né le 15 février 1901 et mort le 8 août 1958), 1er vicomte Bracken, est un homme politique britannique et homme d'affaires irlandais. Il a été député à la Chambre des Communes, Ministre de l'information et Premier Lord de l'Amirauté.

## Un aventurier self made man
Brenda Bracken naît à Templemore, Comté de Tipperary, en Irlande et suit une scolarité assez agitée : tôt orphelin de père, renvoyé de plusieurs établissements, sa mère l'envoie chez un de ses cousins en Australie en 1916 où il mène une vie errante et autodidacte. A son retour, en 1919, il se fait admettre comme élève à Sedbergh School (Public school) en trichant sur son âge : le but de cette manœuvre est d'effacer ses origines irlandaises en pleine guerre d'indépendance irlandaise et de bénéficier des réseaux d'anciens élèves.
Brièvement maître d'internat d'un collège, il fait ensuite une carrière réussie à partir de 1922 en tant qu'éditeur de magazine et éditeur de journal à Londres. Son succès initial repose sur la vente d'espaces publicitaires pour au moins couvrir le coût de chaque numéro.

## L’Éminence Grise de Churchill
Il rencontre Winston Churchill et l'aide pour son élection de député en 1923. Fasciné par la personnalité de Churchill, il devient son confident. Il devient une de ses intimes à tel point que la rumeur se répand par laquelle il serait son fils naturel, ce que Churchill dément en prétendant simplement que " les dates ne coïncident pas". Bracken est élu député en 1929 dans la circonscription de Paddington North.
Il lui reste fidèle pendant toutes les années 30, quand Churchill est considéré comme un homme politique marqué par l'échec de l'expédition des Dardanelles en 1916 et sa politique comme Chancelier de l'Echiquer, qui a été catastrophique pour la Livre Sterling. Bien introduit dans les milieux financiers, il obtient d'un homme d'affaires britannique de renflouer Churchill pour lui éviter une faillite personnelle qui aurait définitivement mis un terme à sa carrière politique.
Le 10 mai 1940, quand Neville Chamberlain est obligé de démissionner à cause du refus du Parti travailliste d'intégrer un gouvernement d'union nationale sous sa présidence, les principaux dirigeants du Parti conservateur se réunissent en la présence de Churchill, pour le choix du nouveau Premier ministre ; deux candidats sont possibles, Lord Halifax, Secrétaire au Foreign Office et partisan de négociations avec Hitler et Churchill, qui dénonce le danger nazi depuis 1933 ; Churchill, très isolé à cause de sa personnalité et de ses positions n'est pas le favori, même si un courant d'opinion s'élève en sa faveur ; dûment chapitré par Bracken, Churchill prend l'engagement de ne pas prononcer un mot pendant les 10 premières minutes pour éviter de braquer les participants ; Churchill tient parole et très vite apparaît l'obstacle constitutionnel de diriger la guerre depuis la Chambre des lords, dont Lord Halifax est membre.
C'est alors que les dirigeants en question se tournent vers Churchill qui se contente de murmurer qu'il est "à la disposition de Sa Majesté"; l'obstacle psychologique et politique tombe et la candidature de Churchill s'impose alors. Bracken aura joué, à ce moment, un rôle déterminant. Churchill l'embauche alors comme secrétaire parlementaire : comme Churchill, il a sa chambre dans le bunker souterrain creusé sous Whitehall.
Quand Harry Hopkins, l'Éminence grise de Franklin Roosevelt vient à Londres en 1941, pour évaluer la situation en Grande-Bretagne, il rencontre d'abord Bracken, puis Churchill et est présent à chacun de leurs entretiens.
Pour contrer la propagande nazie, Churchill le nomme ministre de l'Information en 1941. Il est brièvement Premier Lord de l'Amirauté en 1945, dans le gouvernement qui suit la capitulation allemande, mais est battu aux élections de juin 1945. Cependant il est réélu à la Chambre des Communes, lors d'une élection partielle, dans la circonscription de Bournemouth et en 1950 dans celle de Bournemouth East et Christchurch. Il est élevé à la pairie comme vicomte Bracken de Christchurch dans le Comté de Southampton d'alors, en 1952, néanmoins il ne siègera jamais à la Chambre des lords.
Il est mort en 1958, son corps est incinéré et ses cendres répandues aux Cinq-Ports, dont Winston Churchill est alors le gouverneur.
Après la guerre, il fusionne son groupe de presse avec le Financial Times et fait de ce quotidien le premier journal mondial de la finance